# Linda Darnell
Linda Darnell (născută Monetta Eloyse Darnell, n. 16 octombrie 1923, Dallas, Texas, SUA – d. 10 aprilie 1965, Glenview, Cook County, Illinois⁠(d), Illinois, SUA) a fost o actriță americană. Darnell a fost fotomodel în copilărie apoi s-a apucat de actorie în teatru și film. La încurajarea mamei ei, a făcut primul ei film în 1939 și a apărut în roluri secundare în filme cu buget mare pentru 20th Century Fox de-a lungul anilor 1940. Ea a jucat împreună cu Tyrone Power în filme de aventură și și-a stabilit o carieră de personaj principal după rolul din Forever Amber (1947). A câștigat elogii ale criticilor pentru rolul din Unfaithfully Yours (1948) și A Letter to Three Wives (1949).

## Filmografie
| An   | Titlu                        | Rol                                  | Note                                   |
| ---- | ---------------------------- | ------------------------------------ | -------------------------------------- |
| 1939 | Hotel for Women              | Marcia Bromley                       |                                        |
| 1939 | Day-Time Wife                | Jane Norton                          |                                        |
| 1940 | Star Dust                    | Carolyn Sayres                       |                                        |
| 1940 | Brigham Young                | Zina Webb – The Outsider             | Alt titlu: Brigham Young: Frontiersman |
| 1940 | The Mark of Zorro            | Lolita Quintero                      |                                        |
| 1940 | Chad Hanna                   | Caroline Tridd Hanna                 |                                        |
| 1941 | Blood and Sand               | Carmen Espinosa                      |                                        |
| 1941 | Rise and Shine               | Louise Murray                        |                                        |
| 1942 | The Loves of Edgar Allan Poe | Virginia Clemm                       |                                        |
| 1943 | City Without Men             | Nancy Johnson                        | Alt titlu: Prison Farm                 |
| 1943 | The Song of Bernadette       | The Virgin Mary                      | nemenționată                           |
| 1944 | It Happened Tomorrow         | Sylvia Smith / Sylvia Stevens        |                                        |
| 1944 | Buffalo Bill                 | Dawn Starlight                       |                                        |
| 1944 | Summer Storm                 | Olga Kuzminichna Urbenin             |                                        |
| 1944 | Sweet and Low-Down           | Trudy Wilson                         |                                        |
| 1945 | Hangover Square              | Netta Longdon                        |                                        |
| 1945 | The Great John L.            | Anne Livingstone                     |                                        |
| 1945 | Fallen Angel                 | Stella                               |                                        |
| 1946 | Anna and the King of Siam    | Tuptim                               |                                        |
| 1946 | Centennial Summer            | Edith Rogers                         |                                        |
| 1946 | My Darling Clementine        | Chihuahua                            |                                        |
| 1947 | Forever Amber                | Amber St. Clair                      |                                        |
| 1948 | The Walls of Jericho         | Algeria Wedge                        |                                        |
| 1948 | Unfaithfully Yours           | Daphne De Carter                     |                                        |
| 1949 | A Letter to Three Wives      | Lora Mae Hollingsway                 |                                        |
| 1949 | Slattery's Hurricane         | Mrs. Aggie Hobson                    |                                        |
| 1949 | Everybody Does It            | Cecil Carter                         |                                        |
| 1950 | No Way Out                   | Edie Johnson                         |                                        |
| 1950 | Two Flags West               | Elena Kenniston                      |                                        |
| 1951 | The 13th Letter              | Denise Turner                        |                                        |
| 1951 | The Guy Who Came Back        | Dee Shane                            |                                        |
| 1951 | The Lady Pays Off            | Evelyn Walsh Warren                  |                                        |
| 1952 | Saturday Island              | Lt. Elizabeth Smythe                 |                                        |
| 1952 | Night Without Sleep          | Julie Bannon                         |                                        |
| 1952 | Blackbeard the Pirate        | Edwina Mansfield                     |                                        |
| 1953 | Second Chance                | Clare Shepperd, alias Clare Sinclair |                                        |
| 1954 | Angels of Darkness           | Lola Baldi                           | Titlu original: Donne proibite         |
| 1954 | This Is My Love              | Vida Dove                            |                                        |
| 1955 | It Happens in Roma           | Renata Adorni                        | Alt titlu: The Last Five Minutes       |
| 1956 | Dakota Incident              | Amy Clarke                           |                                        |
| 1957 | Zero Hour!                   | Ellen Stryker                        |                                        |
| 1965 | Black Spurs                  | Sadie                                | Lansare postumă, (rol final de film)   |

| An         | Titlu                                    | Rol                                           | Note                                                     |
| ---------- | ---------------------------------------- | --------------------------------------------- | -------------------------------------------------------- |
| 1956       | The 20th Century Fox Hour                | Lily Martyn                                   | Episodul: "Deception"                                    |
| 1956       | Screen Director's Playhouse              | Ellen                                         | Episodul: "White Corridors"                              |
| 1956       | What's My Line                           | Ea însăși (apariție ca oaspete)               | 25 martie 1956                                           |
| 1956– 1957 | The Ford Television Theatre              | Jennifer Hollander/Meredith Montague Ann Dean | Episoadele: "All for a Man" "Fate Travels East"          |
| 1957       | Schlitz Playhouse of Stars               |                                               | Episodul: "Terror in the Streets"                        |
| 1957       | Playhouse 90                             | Meg Lyttleton                                 | Episodul: "Homeward Borne"                               |
| 1957       | Climax!                                  | Helen Randall                                 | Episodul: "Trial by Fire"                                |
| 1958       | Jane Wyman Presents The Fireside Theatre | Lora                                          | Episodul: "The Elevator"                                 |
| 1958       | Studio 57                                |                                               | Episodul: "My Little Girl"                               |
| 1958       | Wagon Train                              | Dora Gray Fogelberry                          | Episoadele: "The Dora Gray Story" "The Sacramento Story" |
| 1958       | Pursuit                                  |                                               | Episodul: "Free Ride"                                    |
| 1958       | Cimarron City                            | Mary Clinton                                  | Episodul: "Kid on a Calico Horse"                        |
| 1959       | 77 Sunset Strip                          | Zina Felice                                   | Episodul: "Sing Something Simple"                        |
| 1964       | Burke's Law                              | Monica Crenshaw                               | Episodul: "Who Killed His Royal Highness?"               |